# Sint-Pieterscollege (Jette)
Het Sint-Pieterscollege in Jette is een katholieke school in het Brussels Hoofdstedelijk Gewest van Sint-Goedele vzw met een kleuter-, lagere en secundaire afdeling. De instelling behoort tot de Vereniging van Aartsbisschoppelijke Instituten (VAI). De middelbare school biedt algemeen secundair onderwijs en behoort tot de Scholengemeenschap voor Katholiek Secundair Onderwijs Sint-Gorik.
De school werd opgericht als tweetalige instelling. Net zoals bij de meeste Brusselse scholen is er geen tweetalig onderwijs. De Nederlandstalige en Franstalige afdeling zijn volledig gescheiden en autonoom.

## Oud-leerlingen
- Jan Boomans, weerkundige
- Johan Verminnen, liedjesschrijver en zanger
- Ricus Jansegers, televisiedirecteur
- Sven Gatz, politicus
- Cor Gillis, voetballer